# کاری لوول
کاری لوول (انگلیسی: Carey Lowell؛ زادهٔ ۱۱ فوریهٔ ۱۹۶۱) هنرپیشه اهل ایالات متحده آمریکا است.
از فیلم‌هایی که وی در آن نقش داشته‌است، می‌توان به جواز قتل، موجودات درنده، بی‌خواب در سیاتل، باشگاه بهشت، رابطه عاشقانه و ترک لاس وگاس اشاره کرد.